# Quinctilii
Légende :
♦Patricien, ♦Plébéien, ♦Consulaire, ♦Sénatorial, ♦Équestre
Gens et Liste des gentes romaines
Les Quinctilii ou Quintilii sont les membres d'une gens romaine patricienne occupant de hautes magistratures du Ve au Ier siècle av. J.-C. Ils portent principalement le cognomen Varus.

## Patriciens
- Publius Quinctilius (Varus)
  - Sextus Quinctilius (Varus)
    - Sextus Quinctilius Varus (†453 av. J.-C.), consul en 453 av. J.-C.
    - ? Lucius Quinctilius (Varus)
      - Lucius Quinctilius (Varus)
        - Marcus Quinctilius Varus, tribun consulaire en 403 av. J.-C.
- Cnaeus Quinctilius Varus, dictateur en 331 av. J.-C.
- Sextus Quinctilius Varus (v.-120 - -60);
  - Sextus Quinctilius Varus (v.-100 - ap.53) préteur en -57;
    - Sextus Quinctilius Varus (v.-75 - 42 av. J.-C.), questeur en -49;
      - Publius Quinctilius Varus (-46 - 9 apr. J.-C.), dit « Varus », fils du précédent, consul en 13 av. J.-C. Il est défait et tué lors de la bataille de Teutobourg en 9 apr. J.-C.;
        - Publius Quinctilius Varus (†27), dit « Varus le Jeune », fils du précédent.

      - Quinctilia (v.-45 - ?) épouse de Lucius Novius Asprenas;
      - Quinctilia (v.-44 - ?) épouse de Publius Cornelius Dolabella;
      - Quinctilia (v.-42 - ?) épouse de Sextus Appuleius.

## Plébéiens

### Les Quinctilii d'Alexandrie de Troade
Les Quinctilii Valerii sont originaires de la cité d'Alexandrie de Troade, ils sont inscrits dans la tribu Aniensis.
- Sextus Quinctilius (v.40 - ?);
  - Sextus Quinctilius Valerius Maximus (v.70 - ap.108), tribun de la plèbe v.100, préteur v.103, etc.;
    - Sextus Quinctius Valerius Maximus (v.90 - ap.123) légat propréteur d'Achaie;
      - Sextus Quintilius Valerius Maximus (v.115 - †183) consul en 151;
        - Sextus Quintilius Condianus (v.145 - ap.183), consul en 180;

      - Sextus Quintilius Condianus (v.117 - †183), consul en 151;
        - Quintilius Maximus (v.138 - †183) consul en 172.

### Autres
- (Quintilius), (v.325 - ?)
  - Quintilius Laetus, (v.350 - ap.399), Préfet de Rome en 398;
    - Furia, (v.380 - ap.407);

  - ? Laeta, (v.360 - ?), épouse de Toxotius;